# IPhone 5c
Pour un article plus général, voir iPhone.
Pour les articles homonymes, voir iPhone (homonymie).
L'iPhone 5c est un smartphone, modèle de la 7e génération d'iPhone d'Apple. Il est révélé le 20 septembre 2013 en même temps que l'iPhone 5s. Il conserve presque le même aspect extérieur que son prédécesseur, bénéficiant de plusieurs couleurs : blanc, bleu, vert, jaune et rose.  
Le 9 septembre 2014, les modèles en 16 et 32 Go sont remplacés par le modèle de 8 Go avec l'annonce des iPhone 6 et 6 Plus. Cette version est abandonnée un an après sa sortie, lors de l'annonce de l'IPhone 6s. L'iPhone 5s prend sa suite dans l'entrée de gamme de la marque.
C'est le seul iPhone à être vendu à un prix inférieur à celui de son prédécesseur jusqu'à la sortie de la première génération de l'iPhone SE en 2016, et il inspire l'iPhone XR puis le modèle d'entrée de gamme de l'iPhone 11.

## Lancement
Révélé en même temps que l'iPhone 5s, le 5c est disponible en précommande le 13 septembre 2013 et est commercialisé le 20 septembre 2013 aux États-Unis, au Royaume-Uni, au Canada, en Chine, en France, en Allemagne, en Australie, au Japon, à Hong Kong et à Singapour. Il est commercialisé dans 25 pays supplémentaires le 25 octobre 2013, et dans 12 autres pays le 1er novembre 2013. Le smartphone ne dispose pas des nouvelles fonctionnalités introduites dans le 5S. Il n'est pas équipé du Touch ID et ni du SoC A7 avec le coprocesseur de mouvement M7.

## Composition

### Écran
L'écran est un écran Retina multi-touch de 4 pouces avec une définition de 640 × 1 136 pixels. Les capacités de stockage disponibles sont fixées à 8,16 ou 32 Go ; les cartes mémoire amovibles ne sont pas prises en charge.

### Appareil photo
L'iPhone 5C conserve l'appareil photo arrière de 8 MP, similaire à celle de son prédécesseur, mais avec un assemblage différent. L'appareil photo avant, accessible via FaceTime et l'application appareil photo, a une définition plus faible de 1,2 mégapixel. Cependant, il est possible de prendre des photos tout en enregistrant des vidéos et en zoomant jusqu'à 3 fois.

### Processeur et mémoire
Il utilise le microprocesseur SoC Apple A6, la même puce qui alimente son prédécesseur. Le SoC comprend un processeur bicoeur de 1,3 GHz, 1 Go de RAM et un PowerVR SGX543MP3 fonctionnant à 266 MHz. 
Il bénéficie de plus de bandes LTE que n’importe quel autre smartphone au monde selon Apple.
Le téléphone comprend une batterie de 1 510 mAh, qui offre 8 h d'autonomie en conversation et 225 h en veille. 

## Conception

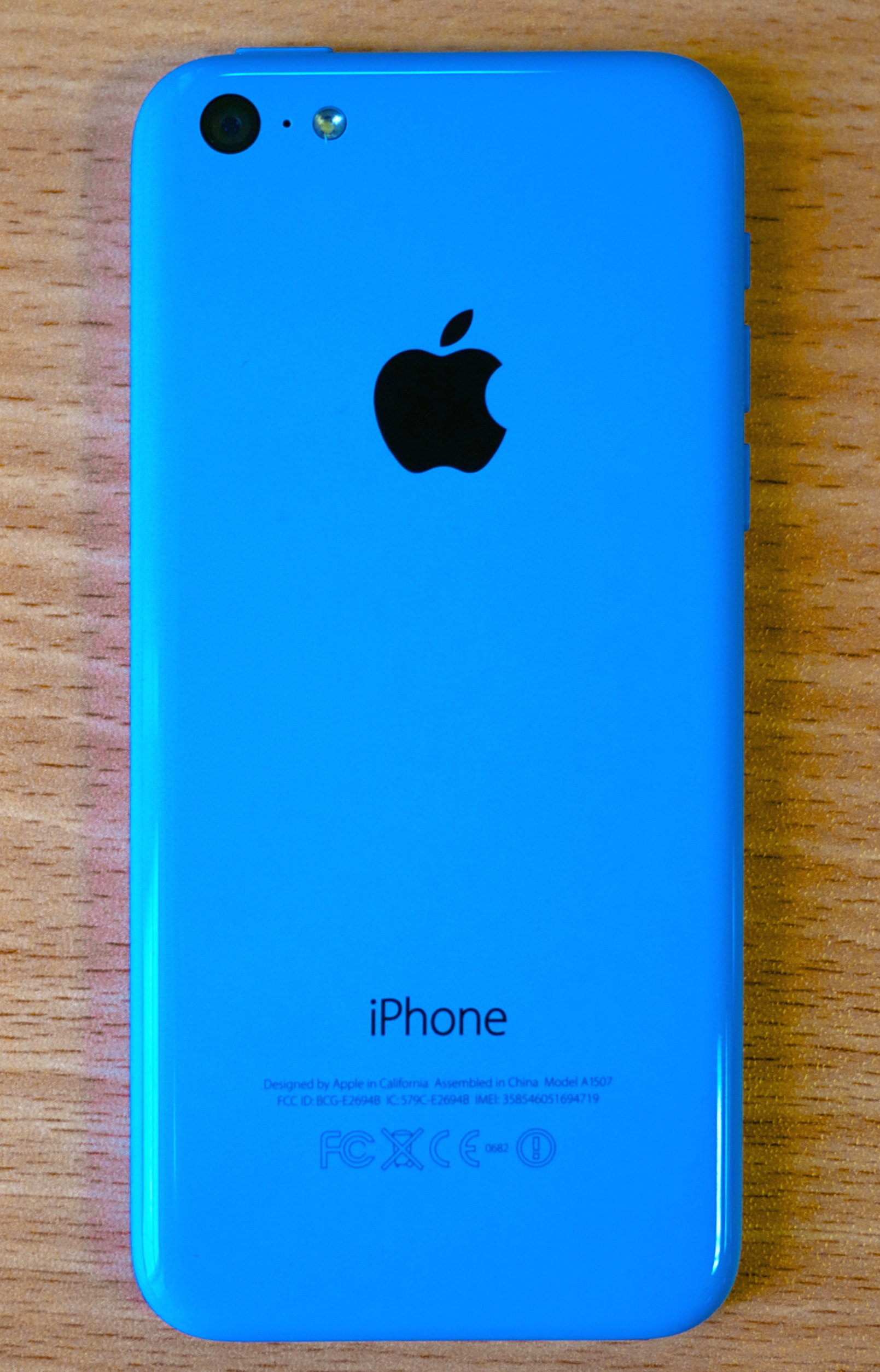
Dos d'un iPhone 5C conçu en polycarbonate bleu

L'iPhone 5C est conçu avec un boîtier en polycarbonate, renforcé par une bande en acier. Cependant, le téléphone pèse 132 grammes, soit 20 grammes de plus que son prédécesseur mais plus léger que les anciens modèles d'iPhone. Sa conception est également beaucoup plus épaisse, mais est très similaire à celui des iPod Touch, également disponible en plusieurs couleurs, mais est fabriqué avec des matériaux différents. Parmi les autres changements mineurs, figurent un assemblage différent de la caméra et la conception du commutateur de sourdine et de sonnerie. L'appareil est constitué d'un boîtier unique en polycarbonate à surface dure avec un cadre renforcé en acier, qui fait également office d'antenne. Il est disponible en plusieurs couleurs vives pour le boîtier - bleu, vert, rose, jaune et blanc, avec une façade en verre noir. 
Le smartphone reçoit des critiques positives pour sa conception, affirmant qu'il est plus durable que tous les autres téléphones de la gamme Apple. Les modèles iPhone XR et 11 sont également proposés avec plusieurs couleurs,.  

## Logiciel
L'iPhone 5C est fourni avec iOS 7. Jonathan Ive, graphiste, redessine les éléments du système d'exploitation et décrit la mise à jour comme apportant de l'ordre à la complexité. La typographie, les icônes, la clarté, le mode multi-tâche, sont les changements majeurs du système d'exploitation.
AirDrop, une plateforme de partage de fichiers en Wi-Fi est ajoutée. Les utilisateurs peuvent partager des fichiers à partir de l'iPhone 5, de l'iPod Touch (5e génération), de l'iPad (4e génération) ou de l'IPad mini (1re génération). Le centre de contrôle, un panneau accessible par glissement du bas de l'écran vers le haut est également ajouté. Il contient un certain nombre de fonctions couramment utilisées, telles que le volume, la luminosité, le Wi-Fi, le Bluetooth, le mode avion et la lampe de poche. iTunes Radio, un service de radio Internet, est également inclus. Il s'agit d'un service gratuit, disponible pour tous les utilisateurs d'iTunes. Les utilisateurs peuvent passer des morceaux, personnaliser les stations et acheter les chansons de la station sur l'iTunes Store. Les utilisateurs peuvent également faire des recherches dans l'historique de leurs chansons précédentes.
L’OS maximum supporté par le smartphone est iOS 10.3.3

## Accessoires

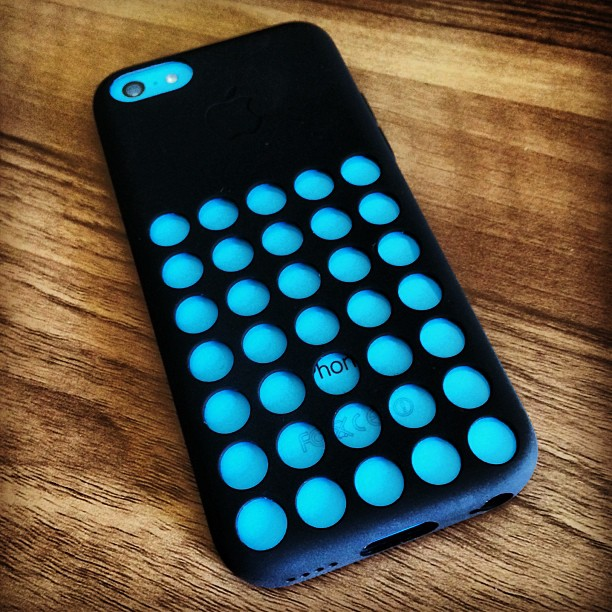
iPhone 5c bleu avec une coque trouée noire

Apple annonce une coque pour l'iPhone 5C qui est disponible en six couleurs : noir, blanc, rose, jaune, bleu et vert. Des trous sont découpés pour faire apparaître la couleur du boitier, ce qui donne à l'appareil, un aspect presque bicolore. Les couleurs de la coque et du téléphone permettent trente combinaisons de couleurs différentes.  
L'intérieur du boîtier est composé de microfibres, l'extérieur étant en silicone. C'est la première fois qu'Apple sort une coque depuis le bumper pour l'iPhone 4. 

## Réception

### Critiques
Les critiques reçues sont mitigées, avec des compliments sur le téléphone en lui-même, mais des critiques sur la coque en polycarbonate qui manque d'originalité par rapport aux coques en aluminium de ces prédécesseurs. Il est considéré comme trop cher pour concurrencer les smartphones phares abordables tels que le Nexus 5 et OnePlus One, ou les smartphones conçus pour les marchés en développement tels que le Moto G. 

### Accueil commercial
Le 5S et 5C se sont vendus à plus de neuf millions d'unités au cours des trois premiers jours de commercialisation, un record pour les ventes de smartphones, le 5S se vendant trois fois plus que l'iPhone 5C. Après le premier jour de commercialisation, 1 % de tous les iPhone aux États-Unis sont des 5S, tandis que 0,3 % sont des 5C. 
Les journalistes considèrent le smartphone comme un flop en raison des ruptures d'approvisionnement qui signifient une baisse de la demande en octobre 2013. Le PDG d'Apple, Tim Cook, admet que la société a trop de stock pour le 5C tout en ayant des pénuries du 5S, faute d'avoir anticipé le ratio de ventes entre les deux téléphones. Six mois après sa sortie, le 25 mars 2014, Apple annonce que les ventes dépassent les 500 millions d'unités, mais ne précise pas combien d'unité représentent les 5C. Le smartphone est parmi les trois téléphones les plus vendus aux États-Unis, trois mois après son lancement.